# 猿若流
猿若流（さるわかりゅう）は、日本舞踊の流派。猿若流の舞踊のことを単に猿若、ないし猿若舞（さるわかまい）とも呼ぶ。猿若座（中村座）や中村勘三郎家と縁の深い流派である。

## 概要
猿若の由来は初代中村勘三郎に遡る。大藏流の狂言を学んだ初代勘三郎は独自の猿楽を創始し、舞踊「猿若」を完成させた。寛永元年（1624年）に江戸で猿若座を創設すると、猿若舞は江戸中で人気となった。
四世家元初代猿若傳九郎を中興の祖として流派として確立したが、嘉永年間（1851年）に六世（五代目中村傳九郎）没後に断絶した。
1941年（昭和16年）本家（中村猿若宗家）の要望により花柳輔五郎が花柳流を脱会したうえで初代傳九郎の俳名であった舞雀を襲い、猿若流七世家元猿若舞雀として復興・創流した。
2012年（平成24年）4月に国立劇場で猿若清三郎が二代目猿若清方を襲名、その子猿若裕貴が猿若清三郎を襲名して九代目家元に就任した。この際、猿若流宗家「猿若勘三郎」である十八代目中村勘三郎が挨拶に立つとともにその子中村勘九郎が新家元とともに清元「三社祭」を披露した。

## 家元
| 代   | 家元在任          | 猿若流家元            | 別名                                                    | 続柄                       |
| ---- | ----------------- | --------------------- | ------------------------------------------------------- | -------------------------- |
| 七世 | 1941年 - 1956年   | 猿若舞雀 初代猿若清方 | 花柳輔五郎 本名堀越 実                                  | 花柳流・花柳輔三郎の門弟。 |
| 八世 | 1956年 - 2012年   | 猿若清三郎            | のちに二代目猿若清方 本名堀越 豊 旧芸名中村豊、中村友隆 | 七世の子                   |
| 九世 | 2012年 - （現任） | 猿若清三郎            | 猿若裕貴                                                | 八世の子                   |

## その他
猿若流分家として舞踊家の猿若吉代（2018年没）がいる。また、歌舞伎役者の十八代目中村勘三郎は猿若流宗家として猿若勘三郎の舞踊名を名乗った。